# Izraelski Komitet Olimpijski
Izraelski Komitet Olimpijski (OCI) (hebr. הוועד האולימפי בישראל; ang. The Olympic Committee of Israel) – ogólnoizraelskie stowarzyszenie związków i organizacji sportowych z siedzibą na osiedlu Hadar Josef w mieście Tel Awiw w Izraelu. Zajmuje się przede wszystkim organizacją udziału reprezentacji Izraela w igrzyskach olimpijskich, a także upowszechnianiem idei olimpijskiej i promocją sportu oraz reprezentowaniem izraelskiego sportu w organizacjach międzynarodowych, w tym w Międzynarodowym Komitecie Olimpijskim (MKOI).

## Historia
Pierwszy komitet o nazwie Komitet Olimpijski Ziemi Izraela powstał w 1933 z inicjatywy syjonistycznego ruchu sportowego „Maccabi”. W 1934 komitet został oficjalnie uznany przez MKOI za Narodowy Komitet Olimpijski i od tego momentu funkcjonował pod nazwą Komitetu Olimpijskiego Palestyny. Wystawiał on reprezentację sportowców Brytyjskiego Mandatu Palestyny. W praktyce komitet był zdominowany przez żydowskie kluby sportowe „Maccabi” i nie reprezentował arabskiego sportu w Palestynie.

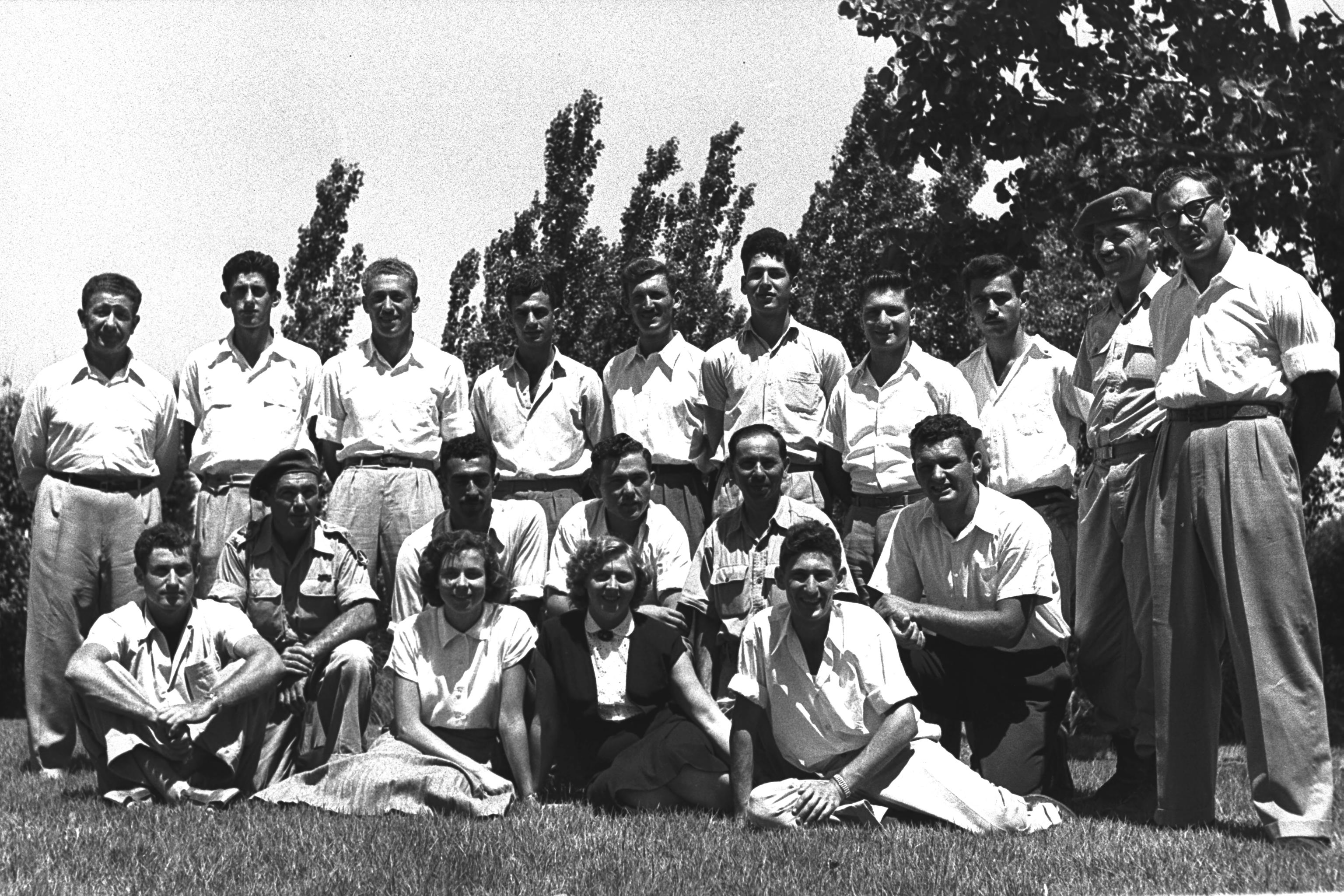
Izraelska reprezentacja olimpijska w Helsinkach w 1952

Po powstaniu w 1948 niepodległego Państwa Izraela, komitet zmienił nazwę na obecną - Izraelski Komitet Olimpijski. W 1951 został on oficjalnie uznany przez MKOI jako Narodowy Komitet Olimpijski.
Izraelski Komitet Olimpijski pierwszą delegację wysłał na Letnie Igrzyska Olimpijskie 1952, które odbyły się w Helsinkach (Finlandia). Delegacja składała się z 26 zawodników, którzy wzięli udział w 5 dyscyplinach sportowych. Od tamtej pory izraelskie reprezentacje olimpijskie wzięły udział we wszystkich letnich igrzyskach olimpijskich, z wyjątkiem Letnich Igrzysk Olimpijskich 1980 w Moskwie (ZSRR), które były bojkotowane przez Izrael z powodu radzieckiej interwencji w Afganistanie.
W latach 1954–1974 komitet był również odpowiedzialny za wysyłanie delegacji sportowców na Igrzyska azjatyckie. Po wojnie Jom Kipur Izrael został wykluczony z możliwości brania udziału w tych igrzyskach. W 1981 państwa arabskie doprowadziły do wykluczenia Izraela z Olimpijskiej Rady Azji. Na początku lat 90. XX wieku Izrael stał się członkiem Europejskiego Komitetu Olimpijskiego.
W 1994 Izrael zadebiutował na zimowych igrzyskach olimpijskich, wysyłając delegację sportowców na Zimowe Igrzyska Olimpijskie 1994 w Lillehammer (Norwegia). Od tamtej pory izraelskie reprezentacje brały udział we wszystkich zimowych igrzyskach olimpijskich. Od 1995 Izrael bierze również udział w Europejskim Festiwalu Młodzieży Olimpijskiej.

## Działalność

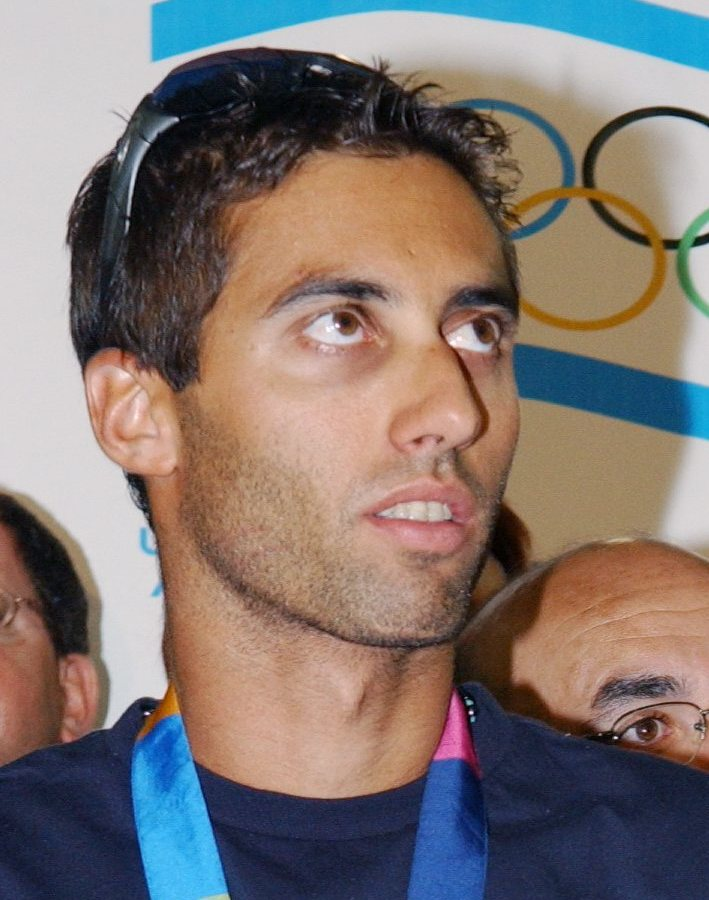
Gal Fridman - pierwszy izraelski złoty olimpijczyk

Od momentu swojego powstania Izraelski Komitet Olimpijski był odpowiedzialny za określanie kryteriów i wymagań wobec sportowców, których spełnienie było wymagane aby zakwalifikować się do udziału w olimpiadzie. Polityka ta zaowocowała wzrostem osiągnięć izraelskich olimpijczyków:
- Letnie Igrzyska Olimpijskie 1992 w Barcelonie (Hiszpania) () - Ja’el Arad zdobyła pierwszy (srebrny) medal olimpijski dla Izraela w judo. Dzień później drugi (brązowy) medal w tej dyscyplinie dorzucił Oren Smadża.
- Letnie Igrzyska Olimpijskie 1996 w Atlancie (Stany Zjednoczone) () - Gal Fridman zdobył brązowy medal w żeglarstwie.
- Letnie Igrzyska Olimpijskie 2000 w Sydney (Australia) () - Micha’el Kolganow zdobył brązowy medal w kajakarstwie.
- Letnie Igrzyska Olimpijskie 2004 w Atenach (Grecja) () - Gal Fridman zdobył pierwszy złoty medal olimpijski dla Izraela w żeglarstwie. Ari’el Ze’ewi dorzucił do tego brązowy medal w judo.
- Letnie Igrzyska Olimpijskie 2008 w Pekinie (Chiny) () - Szachar Zubari zdobył brązowy medal w żeglarstwie.
- Letnie Igrzyska Olimpijskie 2016 w Rio de Janeiro (Brazylia) () - Jarden Dżerbi zdobyła brązowy medal w judo. Trzy dni później drugi brązowy medal w tej dyscyplinie dołożył Or Sason.
- Letnie Igrzyska Olimpijskie 2020 w Tokio (Japonia) () - Artiom Dołgopiat i Linoj Aszram zostali pierwszymi w historii Izraela mistrzami olimpijskimi w gimnastyce. Dodatkowo Avishag Semberg wywalczyła brązowy medal w taekwondo, podobnie jak drużyna izraelskich judoków w zawodach mieszanych.